# هیپودروم

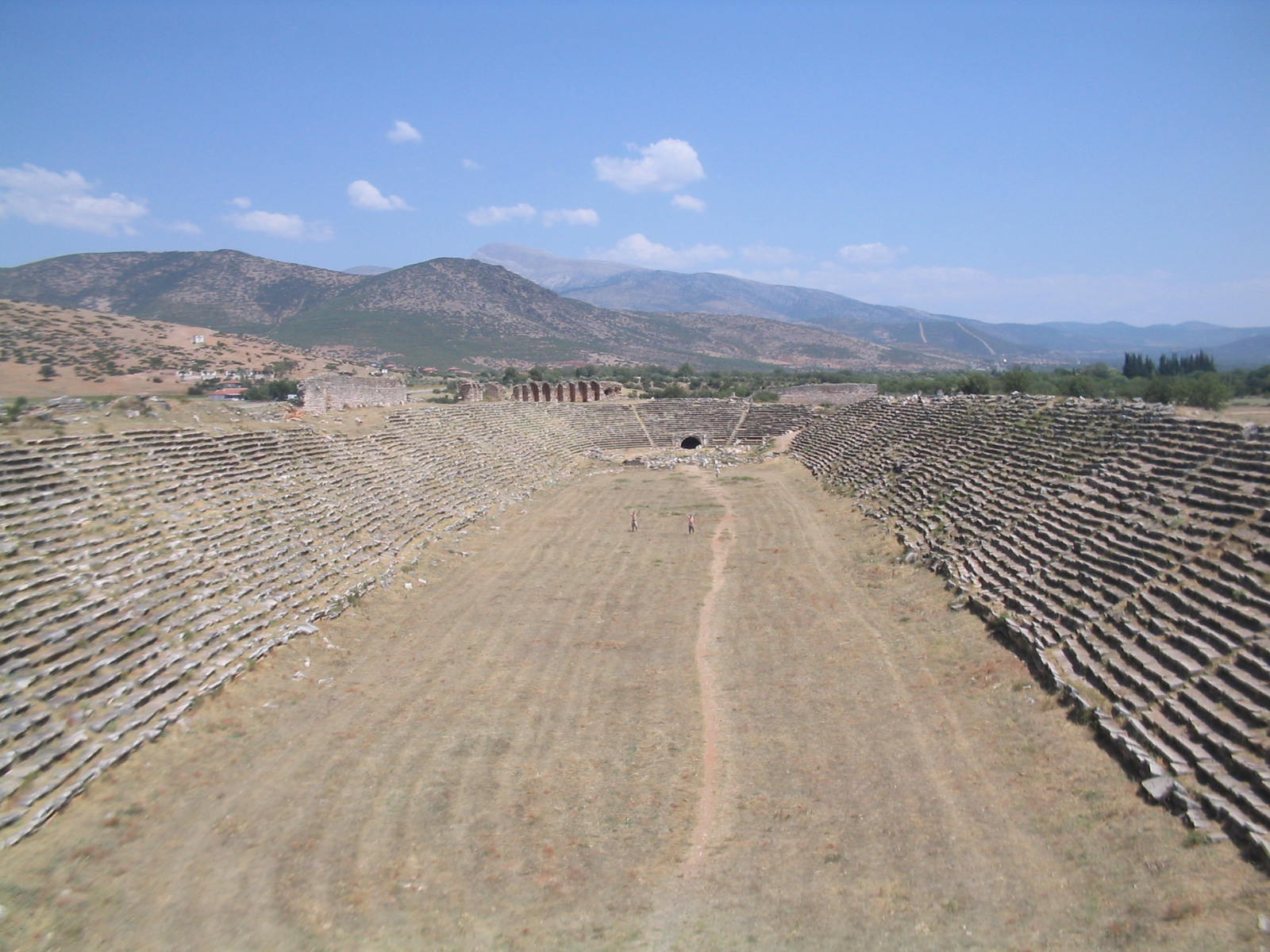
هیپودروم آفرودیسیاس در ترکیهٔ امروزی

هیپودروم (یونانی: ἱππόδρομος) در یونان باستان استادیومی برای برگزاری مسابقات اسب‌دوانی و ارابه‌رانی بود. نام هیپودروم از کلمات یونانی هیپوس (ἵππος، اسب) و دروموس (δρόμος، میدان) مشتق شده‌است. این عبارت امروزه در زبان فرانسوی و برخی زبان‌های دیگر برای اشاره به میدان مسابقات اسب سواری به کار گرفته می‌شود.